# پوکلین

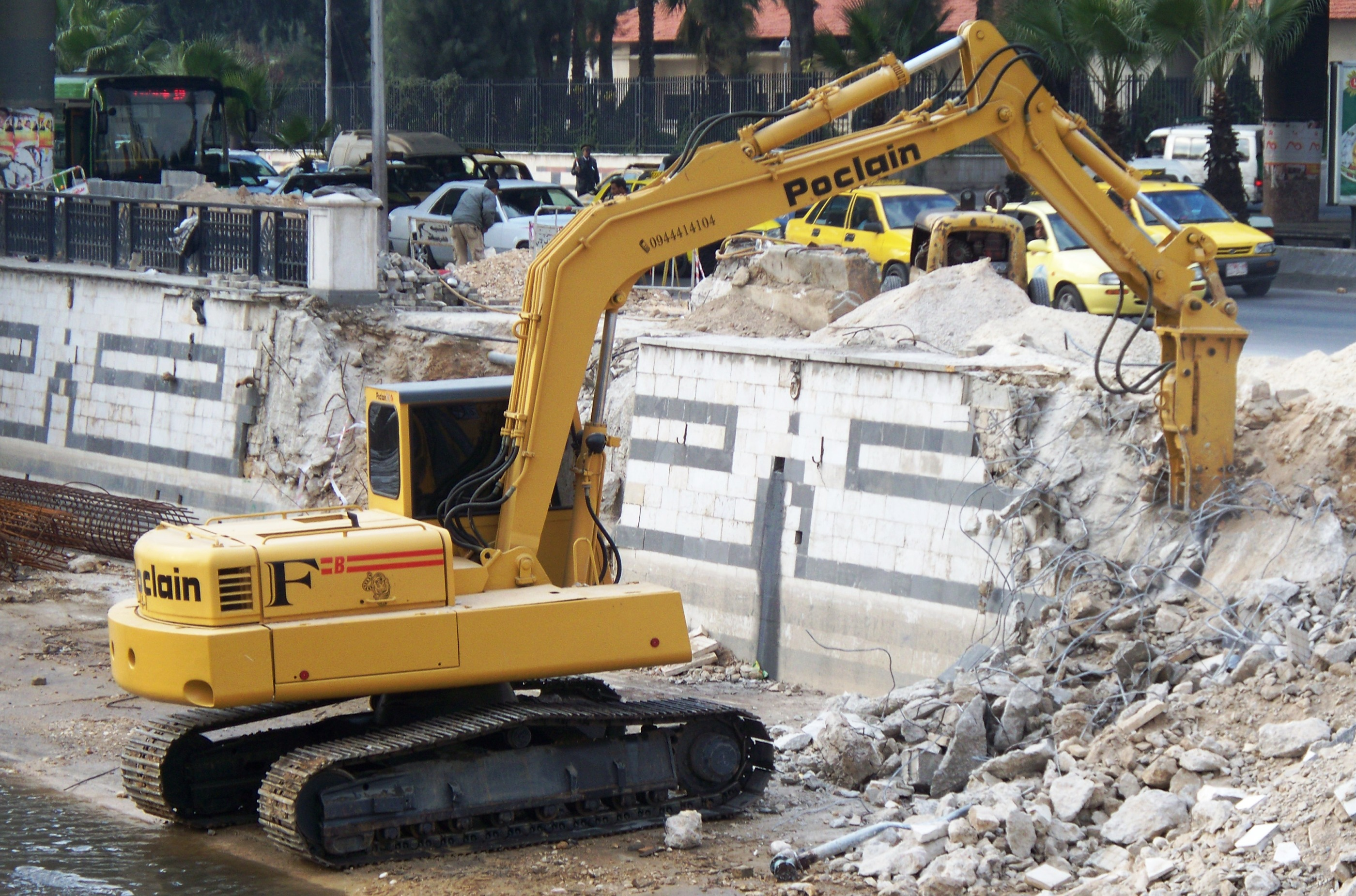
بیل‌مکانیکی چرخ‌زنجیری پوکلین در سوریه

پوکلِین (به فرانسوی: Poclain) نام یک گروه از شرکت‌ها به این‌نام می‌باشد که در سال ۱۹۲۷ در فرانسه تأسیس‌شد. این شرکت تولیدکنندهٔ بیل‌مکانیکی بوده و به‌کمک موتورهای هیدرولیکی ابداعی خود توانست به‌عنوان رهبر این صنعت در فرانسه مطرح شود. در سال ۱۹۷۴ مدیر این شرکت مجبور به فروش شرکت پوکلین به شرکت کیس ایالات‌متحدهٔ آمریکا شد و تنها بخش هیدرولیک آن هم‌اکنون فعال می‌باشد. این شرکت برای نخستین‌بار موتور هیدرولیکی‌پیستون‌شعاعی را تولید کرد که امروزه در ماشین‌آلات صنعتی و خودروها استفاده می‌شود.